# 景瑞 (前黎朝)
景瑞（けいずい）はベトナムの前黎朝で使用された元号。1008年 - 1009年。建瑞とも作る。

## 西暦等との対照表
| 景瑞 | 元年         | 2年         |
| 西暦 | 1008年       | 1009年      |
| 干支 | 戊申         | 己酉        |
| 北宋 | 大中祥符元年 | 大中祥符2年 |